# Isohypsibius pushkini
Isohypsibius pushkini är en djurart som tillhör fylumet trögkrypare, och som beskrevs av Denis Tumanov 2003. Isohypsibius pushkini ingår i släktet Isohypsibius och familjen Hypsibiidae. Inga underarter finns listade i Catalogue of Life.